# Île de Favignana
L'Île de Favignana est la principale île de l'archipel des Égades. Elle se trouve à environ 7 kilomètres de la côte occidentale de la Sicile, entre Trapani et Marsala, face aux îles de Stagnone qui se trouvent quant à elles face à l'aéroport international de Trapani. Elle est rattachée administrativement à la commune de Favignana et à la Province de Trapani comme les autres îles de l'archipel.

## Géographie
L'île a une superficie de 19 km2 et un développement côtier de 33 kilomètres très découpé, riche en cavités et en grottes.
Dans l'Antiquité, cette île était nommée Auegusa (en grec) ou Aegusa (en latin) qui signifie « l'île des chèvres » en raison de leur abondance sur l'île à cette époque. L'île fut aussi connue sous d'autres noms tels que Aponiana, Katria, Gilia et fut citée par de nombreux auteurs comme Pline ou Polybe. Des géographes arabes, elle est connue sous le nom de Djazirat'ar Rahib. Le peintre Salvatore Fiume la définit comme « un papillon sur la mer », en raison de sa configuration caractéristique.
Le nom actuel de Favignana dérive de Favonio, un vent chaud venant de l'ouest et qui lui confère un climat très doux.
L'île est traversée de nord en sud par une dorsale montagneuse dont l'altitude maximale culmine à 314 mètres (Monte Sainta Caterina). Les deux autres hauts sommets sont La Punta della Campana (296 mètres) et la Punta Grossa (252 mètres).
Sur le littoral méridional se trouvent les îlots rocheux Preveto, Galera et Galeotta.

## Histoire
Favignana présente quelques traces préhistoriques de présence humaine. Elle est mentionnée par Thucydide comme étant le siège de l'enseignement phénicien. On y retrouve les traces d'un cimetière paléochrétien.
En 1081, les Normands y réalisèrent un village et y bâtirent des fortifications, notamment le fort San Giacomo (qui n'est pas visible actuellement car se trouve à l'intérieur d'une maison d'arrêt) et le fort Santa Caterina, qui se situe au sommet de la montagne. Cette fortification est à l'abandon et menace de s'écrouler.
Durant la période des ducs d'Anjou naquirent les deux madragues. En 1874, l'île appartient aux Florio qui mettent en valeur les madragues et ordonnent la construction d'une villa de style liberty. Favignana est connue pour ses cavités en tuf, pour ses grottes et pour son antique tradition de pêche au thon avec les madragues, d'inspiration arabe.
La madrague de Favignana est l'une des dernières à être encore aujourd'hui en activité en Italie. Chaque année, au mois de mai, on procède à la « mattanza », la pêche des poissons (thon) qui ont été pris au piège. Cet événement attire de nombreux passionnés et touristes. Aujourd'hui, la mattanza est surtout un élément folklorique, entre autres parce que la pêche au thon est moins productive et qu'elle nécessite des subventions pour demeurer en activité.
Durant la période du régime fasciste, l'île est transformée en bagne où séjournent de nombreux prisonniers politiques comme le militant Antonino Malara.

## Flore
Favignana fait partie de la réserve naturelle des îles Egades, instituée en 1991.
Durant l'Antiquité, l'île était riche en végétation tandis qu'elle n'en présente quasiment plus aujourd'hui, victime du déboisement.
L'île est assez aride et abrite le typique maquis méditerranéen et la garrigue. On y trouve notamment l'euphorbe et le lentisque.
Elle possède aussi quelques espèces endémiques telle que le chou marin (Brassica macrocarpa).